# Jabolčni sok
Jabolčni sok je sadni sok, ki ga pridobimo z maceracijo in stiskanjem jabolk. Nastali sok se lahko nadaljnje obdela z encimsko ali centrifugalno fazo, tako da odstranimo škrob in pektin, ki drži fino partikulacijo in suspenzijo, nato ga pasteriziramo in shranimo v stekleno, kovinsko ali kartonasto embalažo ali v kasnejšem postopku dehidriramo v koncentrat.
Zaradi zapletene in drage opreme je potrebno izločiti in razčistiti jabolčni sok iz večjih količin jabolk; jabolčni sok se običajno uporablja za komercialno proizvodnjo. V ZDA je nefiltriran svež jabolčni sok proizveden v manjših proizvodnjah na območjih, kjer je pridelava jabolk zelo visoka, v obliki nerazčiščenega jabolčnega vina. Jabolčni sok je eden izmed najpogostejših sadnih sokov na svetu z največjo svetovno proizvodnjo, ki prihaja iz Kitajske, Poljske, ZDA in Nemčije.

## Vplivi na zdravje
Vitamin C je včasih dodan za obogatitev okusa, ker je vsebnost spremenljiva in se ga veliko izgubi med samo obdelavo. Vitamin C tudi pomaga preprečiti oksidacijo produkta. Vsebnost drugih vitaminov je nizka, vendar jabolčni sok vsebuje različne minerale in hranila, vključno z borom, ki lahko spodbudi zdravljenje kosti. Jabolčni sok ima pomembno koncentracijo naravnih fenolov z nizko molekulsko maso (vsebujoč klorogene kisline, flavan-3-ol in flavonoide) in procianidin, ki nas lahko zaščitijo pred staranjem in zmanjšujejo verjetnost za razvoj raka in Alzheimerjeve bolezni. Raziskave kažejo, da jabolčni sok povečuje koncentracijo acetilholina v možganih, kar izboljša spomin. Kljub temu da je zdravilen, jabolčni sok vsebuje veliko sladkorja, kar ni dobro za naše zdravje. Ima 28 g ogljikovih hidratov (24 g sladkorja) na 220 g. Kot večina sadnih sokov tudi jabolčni sok vsebuje podobno količino sladkorja kot surovo sadje, vendar nima vsebnosti vlaknin.